# Caplutta Nossa Dunna della Neiv
Die Caplutta Nossa Dunna della Naiv (rätoromanisch im Idiom Sursilvan für «Kapelle Sta. Maria zum Schnee») ist eine Kapelle oberhalb des Dorfes Schlans in der Surselva im schweizerischen Kanton Graubünden. Sie steht oberhalb des Dorfkerns auf einer länglichen Felsrippe neben der Ruine des Turms von Schlans.

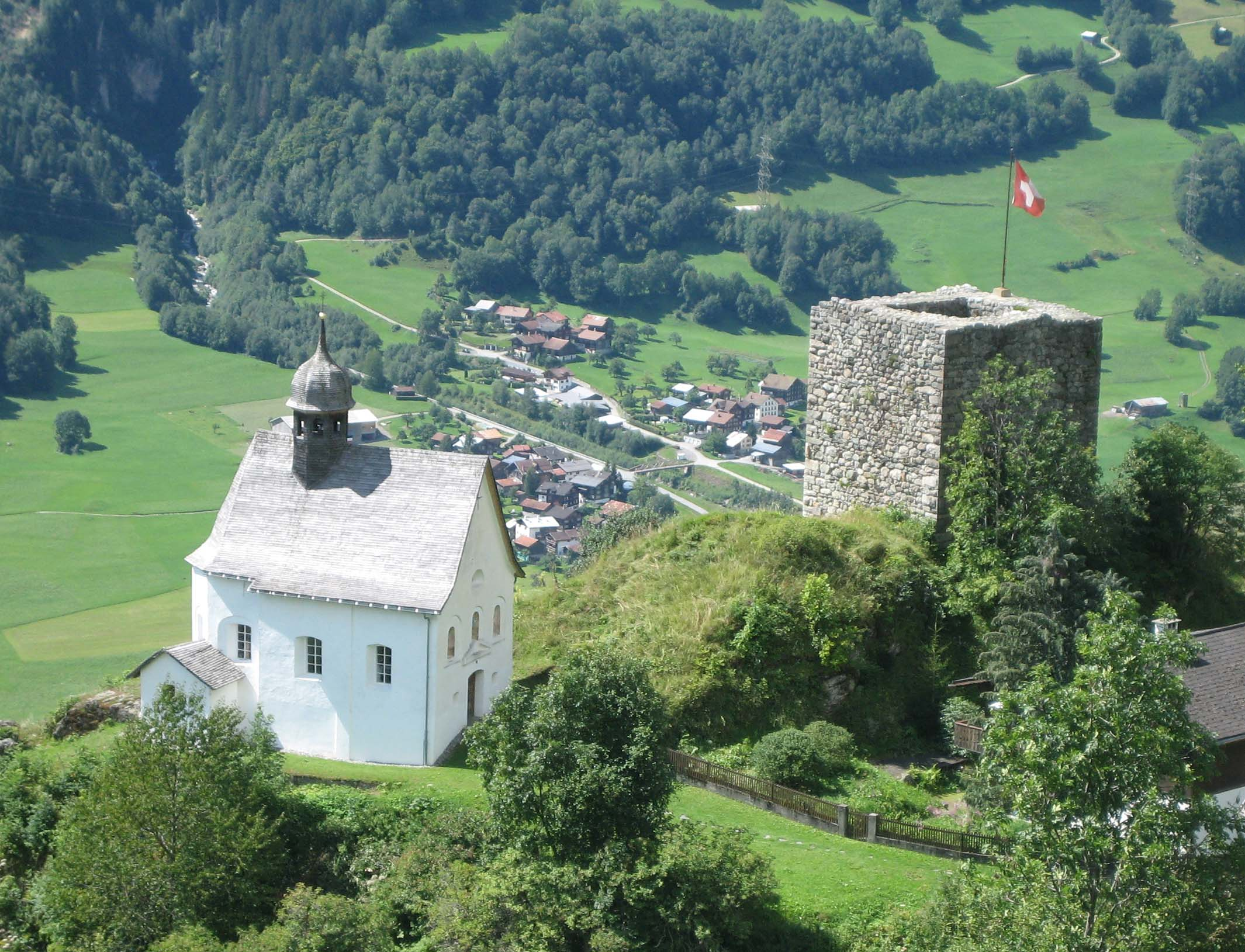
Kapelle und Turm

## Geschichte
Die Kapelle wurde 1683 erbaut; den Grundstein legte Pater Josephus Pontenico, Kapuziner aus der Provinz Brescia. Die Konsekration erfolgte am 25. Juni 1683 zu Ehren der heiligen Dreifaltigkeit und der Maria zum Schnee. Renovationen fanden von 1996 bis 1998 statt.

## Beschreibung
Das Schiff der nach Nordosten ausgerichteten Kapelle ist mit einem hölzernen Tonnengewölbe überdeckt, der dreiseitig geschlossene Chor mit einem Gewölbe. Die Wände sind mit Pilastern und stichbogigen Blendbogen gegliedert, darüber verläuft ein Gesims. 
Der hölzerne Hochaltar wird von zwei Säulen flankiert und stammt aus der Zeit um 1680. Links und rechts stehen Statuen von Franziskus von Assisi und Antonius von Padua, das Altarblatt zeigt Maria zwischen dem heiligen Ignatius und Laurentius von Brindisi. In der hinteren Ecke steht eine Statue der heiligen Bernadette. Die Glocken wurden 1719 von Johannes Baptist Ernas aus Lindau gegossen. 

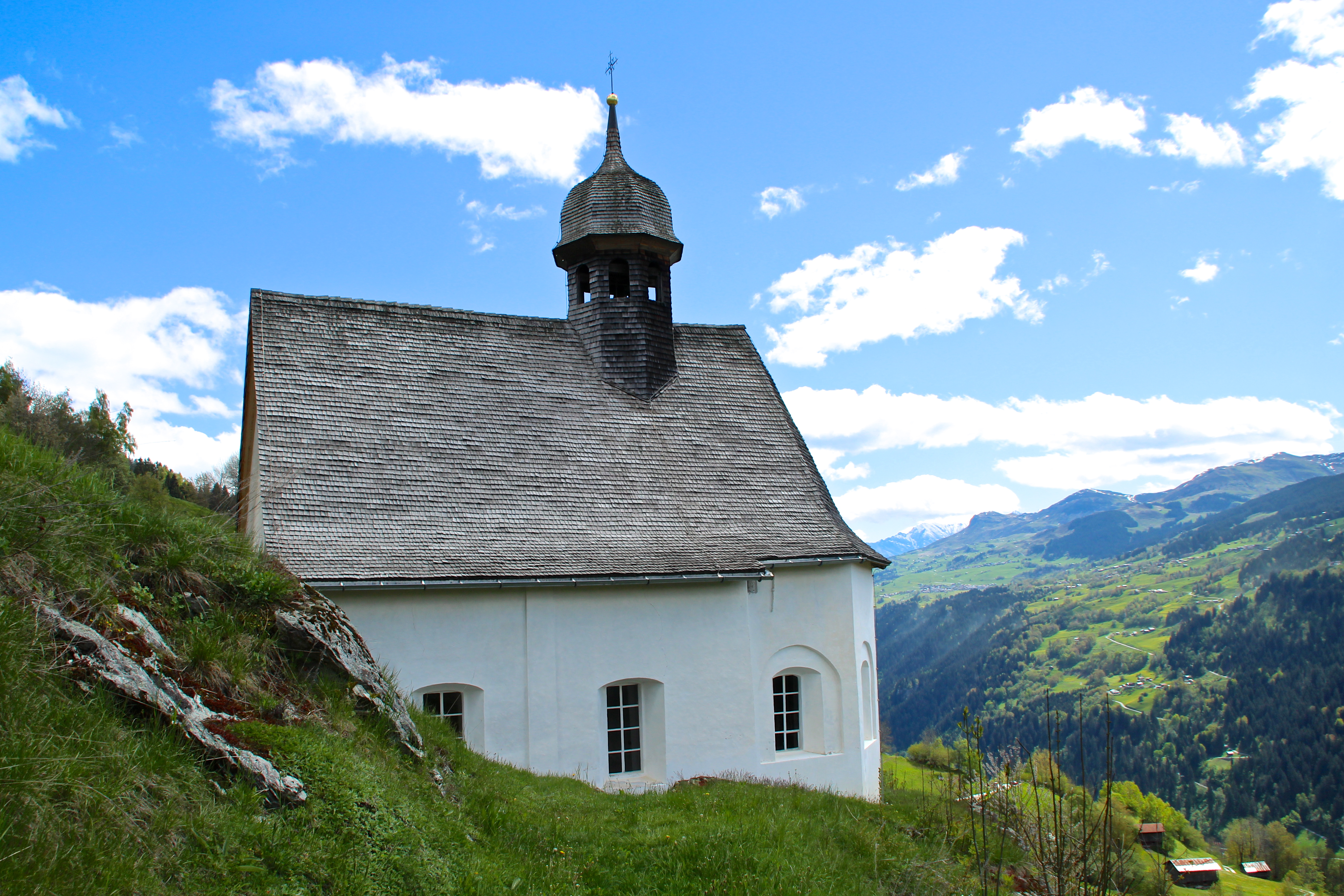
Ansicht von Westen
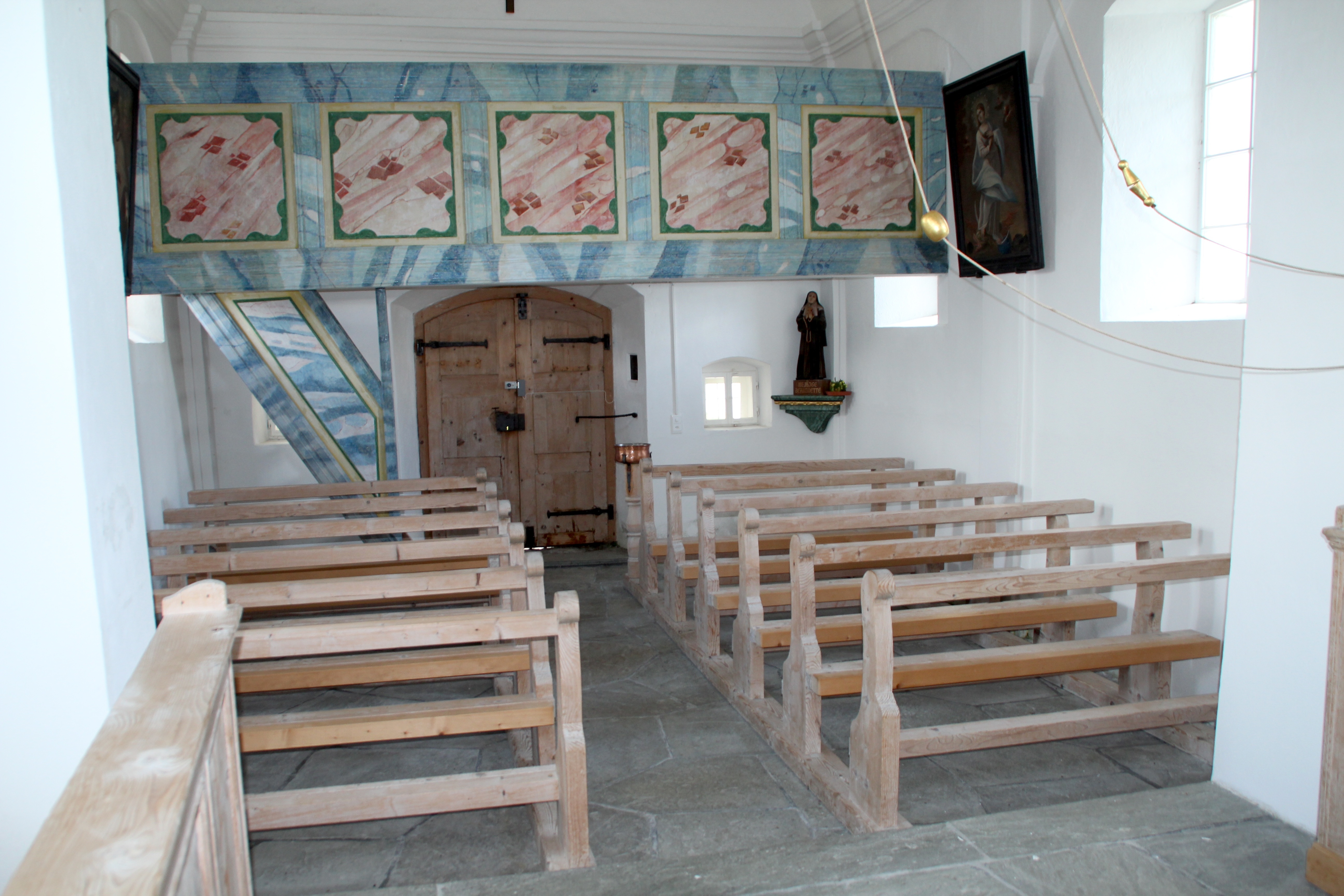
Innenraum, Blick zur Empore
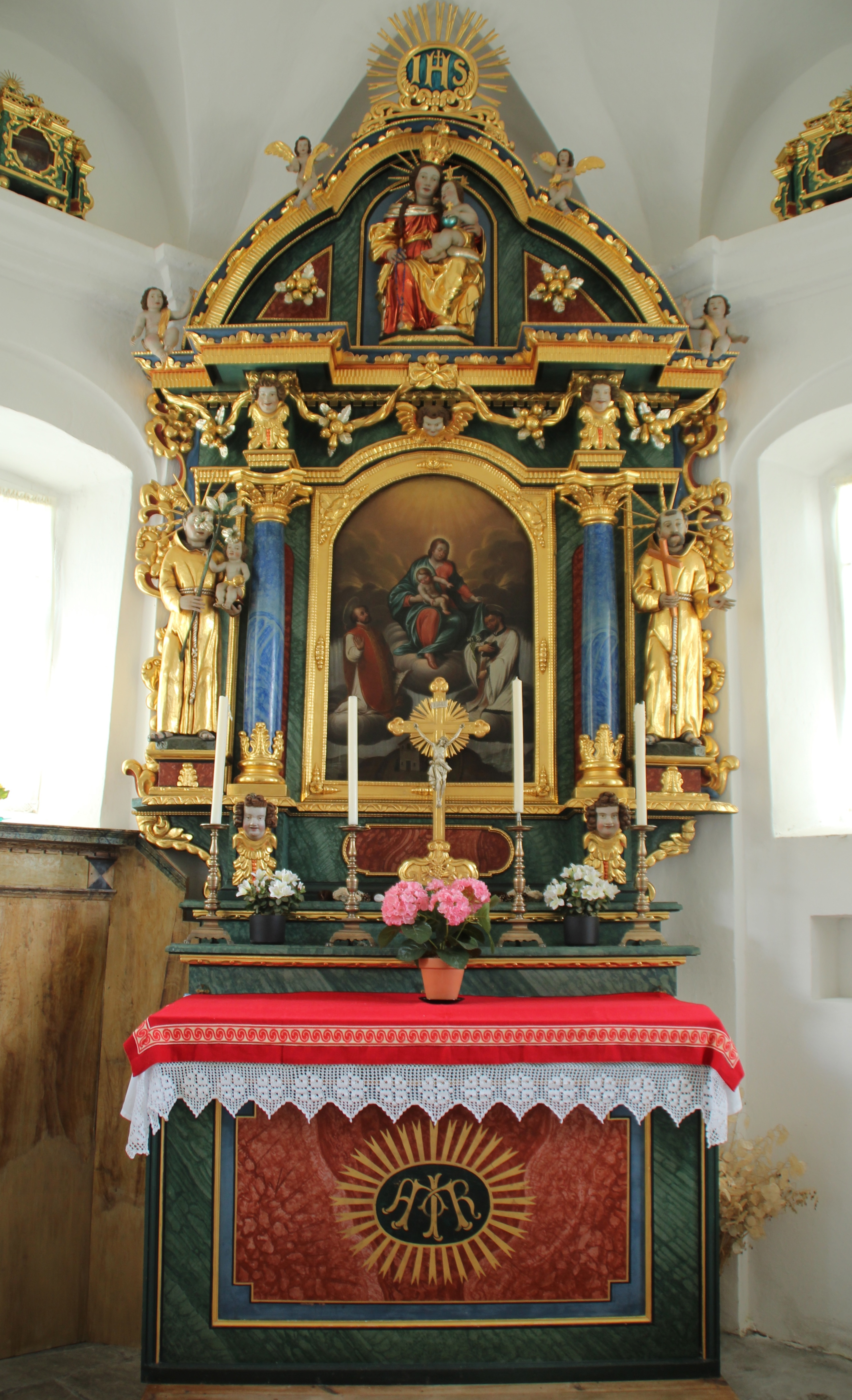
Altar